# Брих шме

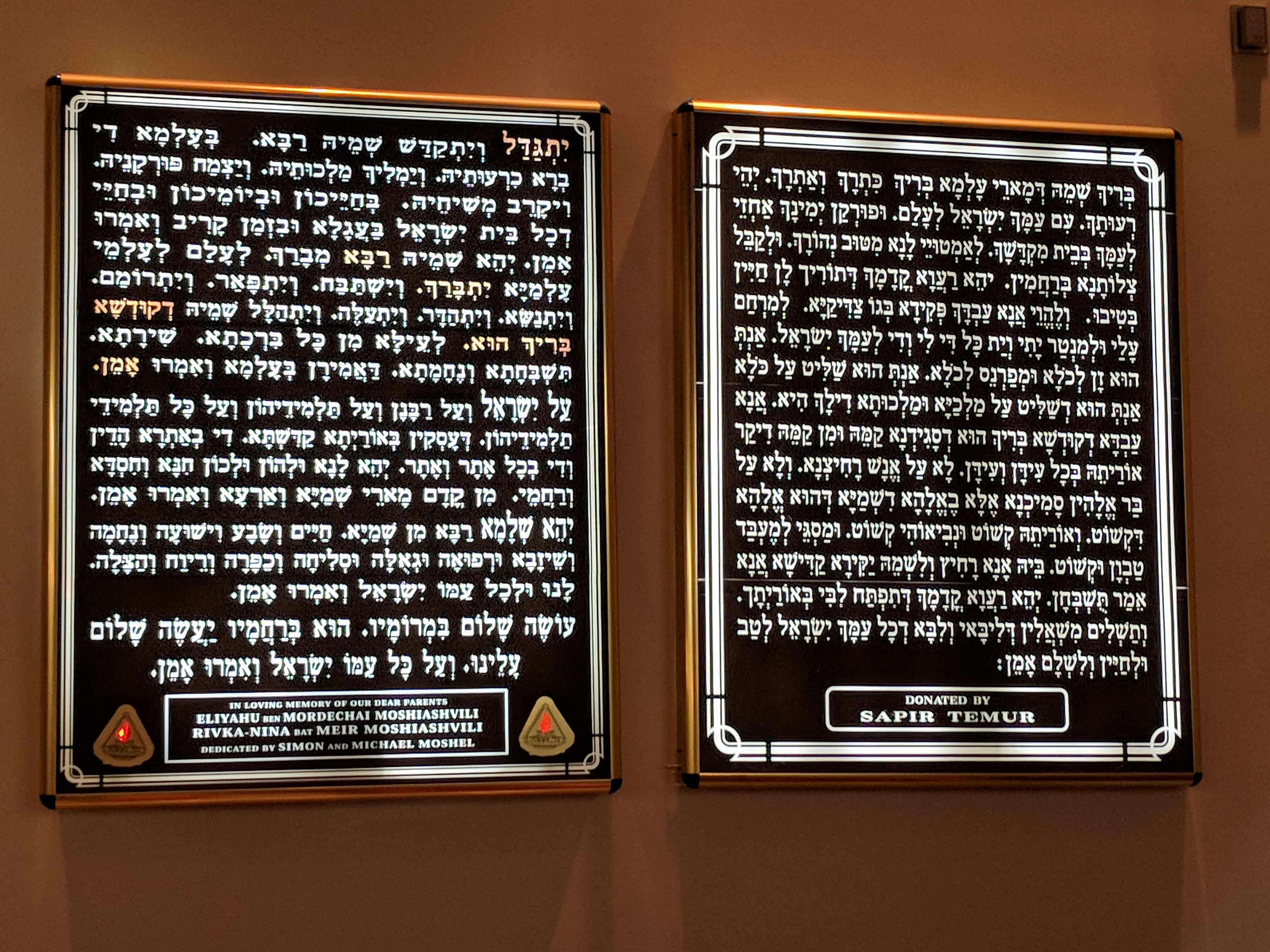
Слева — молитва «Кадиш», записанная еврейско-арамейским языком.
Справа — молитва «Брих шме», также записанная еврейско-арамейским языком

Брих шме (от иуд.-арам. בריך שמיה — «благословенно имя Его») — цитата из книги «Зогар» (Ва-якхел 206 а), которая используется в хасидской традиции в качестве каббалистской молитвы. Произносят, по установленному Ицхаком Лурией обычаю, во время открытия арона кодеша для извлечения свитка Торы и его последующего публичного зачитывания в хасидской общине евреев.

## Текст
1. Да будет благословенно имя Господне вечно!
2. Да будет благословенна корона Твоя да престол Твой!
3. Да будет угодным Тебе народ Твой, Израиль, навеки!
4. И да простри искупление десницею Своею на народ Твой Святилищем Своим!
5. И да озари нас благим сиянием Своим!
6. И да восприми милостиво мольбу нашу!
7. Да будет угодно Тебе даровать нам жизнь в достатке!
8. И да стану я причислен к праведным, чтобы миловал Ты и хранил меня, и всё моё, и народа Твоего, Израиля!
9. Открываешь руку Твою и насыщаешь всё живущее по благоволению.
10. Ты — Царь царей, и царство — Твоё, я же — раб Господень, и преклоняюсь пред Ним и пред величием Торы Его всё время.
11. Ни на человека уповаю, ни на ангела, а на Бога небесного, Бога Истинного, и Тору истинную Его, и пророков истинных Его, Долготерпеливого и Многомилостивого и Истинного.
12. На Него уповаю, и имя Его, святое и славное, славлю.
13. Да будет угодно Тебе раскрыть сердце моё Торою, и дать мне сыновей, служащих волею Твоею, и исполнить прошения сердца моего, и сердца всего народа Твоего, Израиля, ради благополучия, долгоденствия и благосостояния! Аминь.
Оригинальный текст (иврит)בריך שמיה דמארי עלמא בריך כתרך ואתרך יהא רעותך עם עמך ישראל לעלם ופורקן ימינך אחזי לעמך בבית מקדשך ולאמטויי לנא מטוב נהורך ולקבלא צלותנא ברחמין יהא רעוא קדמך דתוריך לן חיים בטיבו ולהוי אנא פקידא בגו צדיקיא למרחם עלי ולמנטר יתי וית כל דילי ודי לעמך ישראל את הוא זן לכלא ומפרנס לכלא את הוא שליט על כלא את הוא דשליט על מלכיא ומלכותא דילך הוא אנא עבדא דקודשא בריך הוא דסגידנא קמיה ומקמי דיקר אורייתיה בכל עידן ועידן לא על אינש רחיצנא ולא על בר אלהין סמיכנא אלא באלהא דשמיא דהוא אלהא קשוט ואורייתיה קשוט ונביאוהי קשוט ומסגי למעבד טבוון וקשוט ביה אנא רחיץ ולשמיה קדישא יקירא אנא אימר תושבחן יהא רעוא קדמך דתפתח לבאי באורייתך ותיהב לי בנין דכרין דעבדין רעותך ותשלים משאלין דלבאי ולבא דכל עמך ישראל לטב ולחיין ולשלם אמן
— Зогар, глава II, Ва-якхел 206 а

## Описание
Текст составлен из библейских цитат, переведённых на вавилонский иудейско-арамейский язык, которым записаны таргумы. Этим объясняется время произнесения молитвы «Брих шме», — момент извлечения свитка Торы для чтения, а слова «да будет угодно Тебе раскрыть сердце моё Торой» указывают на надежду на понимание Торы в момент раскрытия врат небесных (арона кодеша).

…когда на земле открывают шкаф со священными свитками, открываются также и врата милосердия на небесах, поэтому в этот момент произносят молитву о благополучии.
— Сидур «Врата Молитвы» (Шаарей Тфила), стр. 621
Текст в книге «Зогар» и сидурах отличается грамматикой, и, например, фраза в тексте книги «Зогар» «и дать мне сыновей, служащих волею Твоею», отсутствует в сидурах. Молитва «Брих шме» начата словом בריך («благословенно»), а окончена словом שלם («благосостояние»). Оканчивать молитву словом שלום‎ является распространённым стилем иудейской молитвы, молитвы «Амида», «Биркат коханим», «Биркат ха-мазон» (четвёртое благословение) также начаты словом ברוך‎, а окончены словом שלום‎, псалом 28 окончен словом שלום‎, молитва «Кадиш» окончена фразой עושה שלום‎.
Молитва «Брих шме» состоит из 13-и фраз, согласно «Зогару», где написано, что следует ограничиваться 13-ю выражениями соответственно 13-и атрибутам Божиим, так как число тринадцать является гематрией слова эхад (אחד‎ — «един», см. Втор. 6:4), символизирующего Всевышнего, поэтому число тринадцать — священное (счастливое).